# 朱健樀
滋陽懷懿王朱健樀（1486年—1517年），明朝魯藩滋陽王府鎮國將軍，追封滋陽王，滋陽榮莊王朱當漬的庶長子。

## 生平
弘治四年（1491年）三月，獲賜名健樀。弘治九年（1496年），封鎮國將軍。正德十二年（1517年），朱健樀去世，享年三十二歲。
嘉靖十八年（1539年），滋陽榮莊王朱當漬去世。四年後，朱健樀的嫡長子朱觀煒襲爵。朝廷後追封朱健樀為滋陽王，賜諡懷懿。

## 家庭

### 妻妾
- 滋陽懷懿王妃王氏[5]

### 子孫
- 嫡長子：滋陽恭裕王朱觀煒
- 第二子：輔國將軍朱觀烱（1506年－1542年）
  - 孫：奉國將軍朱頤埯
  - 孫女：安平縣君，儀賓王之嗣[5]
- 第三子：輔國將軍朱觀𤏳[6]